# Atland eller Manheim

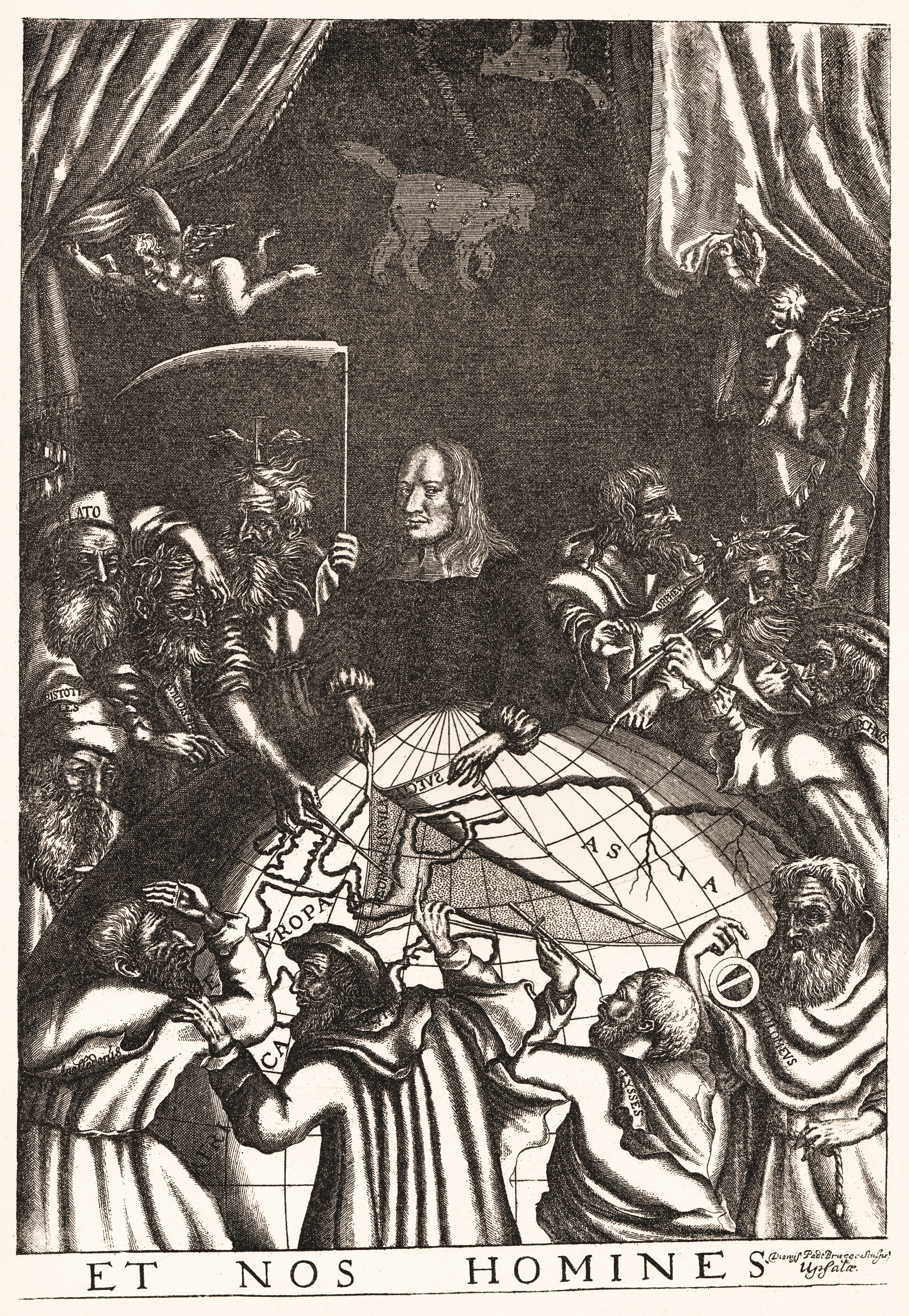
Gravura do Atlas incluído na Atlantica. Olof Rudbeck rodeado de sábios e filósofos antigos (de Dionysius Padt-Brugge).

Atland eller Manheim – vulgarmente conhecida como Atlantica – é  uma obra do escritor erudito sueco Olof Rudbeck o Velho, publicada em 1677-1722 em Uppsala, escrita paralelamente em latim e sueco, e compreendendo quatro volumes e um atlas. O texto é extremamente fantasioso, e exaltante de uma história gloriosa da Suécia. Partindo de uma visão goticista da História, Rudbeck apresentou o país como tendo sido a antiga Atlântida de Platão, e o berço da civilização. Seria no povo sueco que estava a origem dos Godos, dos Troianos, dos Gauleses, e de muitos outros. A própria língua sueca teria sido a mãe das línguas e alfabetos grego e latino.
Para além da sua própria investigação etimológica, arqueológica e histórica, Olof Rudbeck o Velho baseou-se e inspirou-se na História de todos os reis do Gotas e dos Suíones do historiador Johannes Magnus do início do século XVI.